# Lundbeck
H. Lundbeck A/S är ett internationellt danskt läkemedelsföretag, som har inriktat sig på att ta fram produkter för centrala nervsystemet, bland annat känt för selektiva serotoninåterupptagshämmare (SSRI) såsom escitalopram (Cipralex).
Lundbeck har cirka 5 000 medarbetare och hade 2005 en omsättning på 9,2 miljarder danska kronor.
Med början vid mitten av 1950-talet tog Lundbeck fram ett antal neuroleptika, d.v.s. antipsykotiska mediciner, av en typ som kallas tiozanter. Det första var Truxal (klorprotixen). Sedan kom Fluanxol (flupentixol), och Sordinol (klopentixol). Det senare har sedan ersatts av Cisordinol (zuklopentizol). På senare år har man forskat fram ett nyare neuroleptikum Serdolect (sertindol).
Omkring 1960 var Lundbeck ett av de tre läkemedelsföretag som forskade fram den antidepressiva medicinen amitriptylin, som Lundbeck saluför under varunamnet Saroten. (Medicinen är mer känd under MSD:s varunamn Tryptizol.) Senare tog man fram den närbesläktade medicinen nortriptylin, som man saluförde under namnet Noritren. I och med uppköp av andra läkemedelsföretag saluför man numera medicinen under namnet Sensaval, som redan tidigare var det mest kända varunamnet. Senare har man forskat fram två SSRI-preparat - Cipramil (citalopram) och Cipralex (escitalopram).

## Produkter
- Azilect (rasagilin) - medel vid Parkinsons sjukdom.
- Cipralex (escitalopram) - SSRI, endast den ena enantiomern av citalopram.
- Cipramil (citalopram) - SSRI används mot depression.
- Cisordinol (zuklopentixol) - neuroleptikum som används mot schizofreni och mani.
- Ebixa (memantin) - mot Alzheimers sjukdom.
- Fluanxol (flupentixol) - stimulerande neuroleptikum
- Nembutal - Medicin för epileptiker, lugnande och sömngivande.
- Saroten (amitriptylin) - en av de första medicinerna mot depression, kom ca 1960
- Sensaval/Noritren (nortriptylin) - antidepressiv medicin från tidigt 1960-tal
- Serdolect (sertindol) - neuroleptikum används mot schizofreni.
- Truxal (klorprotixen) - ett av de första neuroleptikum som kom på 1950-talet